# Čifáre
Čifáre (bis 1948 slowakisch auch „Čifáry“; deutsch Fäsch, ungarisch Csiffár) ist eine slowakische Gemeinde im Okres Nitra und im Nitriansky kraj mit 591 Einwohnern (Stand 31. Dezember 2024).

## Geographie
Die Gemeinde befindet sich im Nordteil des Hügellands Pohronská pahorkatina (Teil des Donauhügellands) rechts des Baches Telinský potok im Einzugsgebiet der Žitava. Das Ortszentrum liegt auf einer Höhe von 170 m n.m. und ist 17 Kilometer von Levice sowie 28 Kilometer von Nitra entfernt.
Nachbargemeinden sind Nevidzany im Norden, Kalná nad Hronom (Ortsteil Mochovce) im Nordosten, Veľký Ďur im Osten und Süden, Telince im Westen und Tajná im Nordosten.

## Geschichte

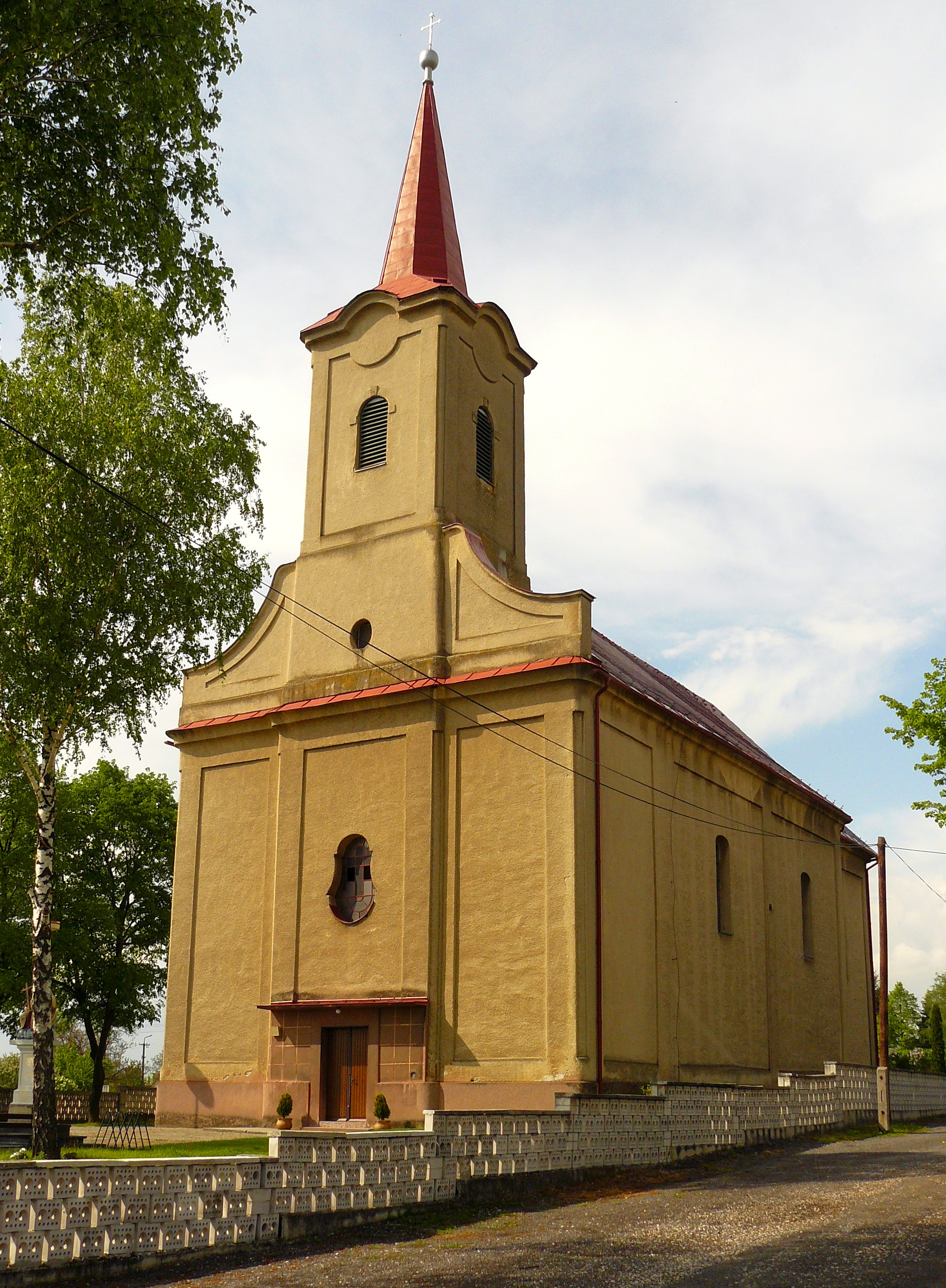
Kirche

Čifáre wurde zum ersten Mal 1209 als Chefar schriftlich erwähnt, eine Pfarrei dort zwischen 1332 und 1337. 1828 zählte man 82 Häuser und 571 Einwohner, die als Landwirte beschäftigt waren.
Bis 1918 gehörte der im Komitat Bars liegende Ort zum Königreich Ungarn und kam danach zur Tschechoslowakei beziehungsweise heute Slowakei. Infolge des Ersten Wiener Schiedsspruchs war er zwischen 1938 und 1945 noch einmal Teil von Ungarn.

## Bevölkerung
| Jahr                | 1994 | 2004    | 2014    | 2024    |
| ------------------- | ---- | ------- | ------- | ------- |
| Anzahl der Personen | 598  | 648     | 616     | 591     |
| Unterschied         |      | +8,36 % | −4,93 % | −4,05 % |

| Jahr                | 2023 | 2024    |
| ------------------- | ---- | ------- |
| Anzahl der Personen | 603  | 591     |
| Unterschied         |      | −1,99 % |

Gemäß der Volkszählung 2011 wohnten in Čifáre 604 Einwohner, davon 408 Slowaken, 173 Magyaren und vier Tschechen. 19 Einwohner machten keine Angabe zur Ethnie.
507 Einwohner bekannten sich zur römisch-katholischen Kirche, drei Einwohner zur reformierten Kirche, zwei Einwohner zur evangelisch-methodistischen Kirche sowie jeweils ein Einwohner zur Evangelischen Kirche A. B., zur griechisch-katholischen Kirche und zur Pfingstbewegung; zwei Einwohner bekannten sich zu einer anderen Konfession. 38 Einwohner waren konfessionslos und bei 49 Einwohnern wurde die Konfession nicht ermittelt.

## Bauwerke
- Römisch-katholische Kirche im klassizistischen Stil aus dem Jahr 1774
- Landsitz im spätklassizistischen Stil aus der zweiten Hälfte des 19. Jahrhunderts